# Reserva natural Chadilauquen
La reserva natural Chadilauquen es un área natural protegida ubicada en el departamento Realicó, de la provincia argentina de La Pampa. Se encuentra en cercanías de la localidad de Embajador Martini y abarca una superficie de 1700 ha correspondientes a la transición o ecotono entre las ecorregiones pampa y espinal.

Fue creada mediante una disposición municipal en el año 2004, e incluye dentro de su área la laguna Chadilauquen y su entorno de ribera.
El nombre de la reserva proviene de la expresión mapuche que significa «laguna salada».

## Patrimonio cultural
El entorno de la laguna Chadilauquen es conocido desde hace siglos. El capítulo correspondiente al 1 de julio de 1806 (Jornada XLVIII - Desde Chipaylauquen á Chadilauquen) de la crónica del viaje que realizó Luis de la Cruz desde Concepción (Chile) hasta Buenos Aires describe:

Todo el camino ha sido delicioso por el plan tan lleno de lagunas, y estas tan pobladas de cisnes, coscorobas, flamencos y muchísimos patos. No puede darse mejor lugar para criar animales pues todos los terrenos son sumamente pastosos y, como he dicho, abundantes de aguadas; pues apenas se andaría algún espacio en que por una y otra parte del camino no se viese agua dulce, además de las saladas, por cuya razón se llama Chadilauquen todo el lugar. También hay aquí al norte otra laguna dulce, y en este mismo punto otra, de cuya agua muy buena hemos bebido.

En los alrededores de la laguna, un grupo de estudiantes encontró en 1989 una serie de elementos, básicamente fragmentos cerámicos y óseos, que darían lugar a varias investigaciones tendientes a determinar la historia de los primeros pobladores del lugar.

Los últimos estudios publicados llegan a la conclusión de que el entorno de la laguna estuvo habitado de modo estable por grupos aborígenes que basaban su subsistencia en los recursos proporcionados por la fauna del lugar. La datación de los restos los ubica en aproximadamente 3700 años AP.

## Biodiversidad
La cobertura vegetal incluye pequeñas agrupaciones o ejemplares dispersos de caldén (Prosopis  caldenia), algarrobo (Prosopis flexuosa), chañar (Geoffroea decorticans), que alternan con arbustales o pastizales de zampa (Atriplex undulata), pasto salado (Distichlis spicata) y  vidriera (Suaeda patagonica), entre otras especies características de las ecorregiones que se superponen en la zona.
La fauna silvestre es relativamente escasa, como resultado de la prolongara actividad agropecuaria de la región que rodea la reserva. En la zona se encuentran coipos (Myocastor coypus), cuises (Galea musteloides), zorros grises (Lycalopex gymnocercus), hurones (Galictis cuja), zorrinos (Conepatus chinga) y peludos (Chaetophractus villosus).

La reserva se caracteriza por su riqueza ornitológica. Se ha observado la presencia de aves de hábito acuático como el pato zambullidor (Oxyura vittata), el cisne coscoroba (Coscoroba coscoroba) y el pato crestudo (Sarkidiornis melanotos); rapaces como los aguiluchos común (Geranoaetus polyosoma) y langostero (Buteo swainsoni) y pájaros cantores como el crestudo (Coryphistera alaudina) y el verdón (Embernagra platensis).